# The Crow (film)
The Crow är en amerikansk actionfilm från 1994 i regi av Alex Proyas. Filmen är baserad på den tecknade serien med samma namn. Den är mest känd för att huvudrollsinnehavaren, Brandon Lee, dödades i en olycka med skjutvapen under inspelningen.

## Handling
Rockstjärnan Eric Draven (Brandon Lee) blir brutalt mördad (tillsammans med sin flickvän) natten före Halloween (så kallade djävulsnatten). Exakt ett år senare återuppstår han för att hämnas. Hans själ har fått liv med hjälp av en kråka, den kråkan är det enda som nu kan ta det ifrån honom.

## Rollista i urval
- Brandon Lee – Eric Draven / The Crow
- Rochelle Davis – Sarah
- Ernie Hudson – Sergeant Albrecht
- Michael Wincott – Top Dollar
- Bai Ling – Myca
- Sofia Shinas – Shelly Webster
- Anna Levine – Darla
- David Patrick Kelly – T-Bird
- Angel David – Skank
- Laurence Mason – Tin-Tin
- Michael Massee – Funboy
- Tony Todd – Grange
- Jon Polito – Gideon
- Bill Raymond – Mickey
- Marco Rodríguez – Torres

## Mottagande
The Crow fick mestadels positiva recensioner från flera filmkritiker.
Rotten Tomatoes rapporterade att 83 procent, baserat på 42 recensioner, hade gett filmen en positiv recension och satt ett genomsnittsbetyg på 7 av 10.
I Empires 2008 lista över de 500 bästa filmerna genom tiderna, rankas filmen som nummer 468.

## Remake
År 2024 hade en remake av den första The Crow-filmen premiär. För regin ansvarar Rupert Sanders, medan huvudrollen som Eric Draven / The Crow spelas av svensken Bill Skarsgård. Han spelar mot FKA twigs i rollen som Shelly Webster. Filmen spelades in i Tjeckiens huvudstad Prag mellan juli och september 2022.